# Love Me (cântec)
Love Me este un cântec al cântăreței germane Lena Meyer-Landrut, scris de către ea și Stefan Raab. A fost unul dintre cele 3 cântece interpretate de Lena în finala "Unser Star für Oslo", selecția națională a Germaniei la Concursul Muzical Eurovision 2010. Totuși, audiența a ales Satellite să fie cântecul ce să reprezinte Germania la Oslo. Love Me a fost pus la dispoziție pentru download digital, la 13 martie 2010. Cântecul a intrat în topurile din Germania, Austria și Elveția, ajungând la poziții de vârf #4, #28 și respectiv #39.
Love Me este de pe primul album de studio al Lenei, My Cassette Player, ce a fost lansat pe 7 mai 2010.

## Track listing
| Digital release |           |                                 |               |         |  |
| Nr.             | Titlu     | Autor(i)                        | Producător(i) | Lungime |  |
| 1.              | „Love Me” | Stefan Raab, Lena Meyer-Landrut | Raab          | 2:59    |  |

## Credite
- Voce: Lena Meyer-Landrut
- Producător: Stefan Raab
- Verusuri: Lena și Raab
- Casă de discuri: Universal

## Topuri
| Top (2010)                      | Poziție de vârf |
| ------------------------------- | --------------- |
| Austria (Ö3 Austria Top 40)     | 28              |
| Germania (Media Control Charts) | 4               |
| Elveția (Schweizer Hitparade)   | 39              |